# دانکلر
دانکلر (انگلیسی: Dankler؛ زادهٔ ۲۴ ژانویهٔ ۱۹۹۲) بازیکن فوتبال اهل برزیل است.
از باشگاه‌هایی که در آن بازی کرده‌است می‌توان به باشگاه ورزشی ویتوریا و باشگاه فوتبال بوتافوگو اشاره کرد.